# Sex Sex Sex
Sex Sex Sex jest pierwszym singlem niemieckiego zespołu metalowego J.B.O.

## Spis Utworów
1. Sex Sex Sex
2. Ich Sag J.B.O.
3. Eins Zwei Drei
4. Song Für Den Uns Kein Name Eingefallen Ist
5. Always Look On The Dark Side Of Life